# Adolph von Steinwehr
Baron Adolph Wilhelm August Friedrich von Steinwehr (1822–1877) – amerykański wojskowy, geograf, kartograf i pisarz; jako generał brygady brał udział w wojnie secesyjnej.

## Życiorys
Steinwehr urodził się w Blakenburgu, w niemieckim księstwie Brunszwiku, w rodzinie o tradycjach wojskowych. Jego dziad walczył w armii pruskiej przeciwko Napoleonowi. Uczęszczał do brunszwickiej Akademii Wojskowej, po skończeniu której otrzymał patent oficerski w stopniu porucznika (1841). W 1847 zrezygnował ze służby, wyemigrował do Stanów Zjednoczonych i osiadł w Alabamie. Pracował jako inżynier w służbach przybrzeżnych, patrolujących granicę amerykańsko-meksykańską w pobliżu zatoki Mobile. Chciał brać udział w wojnie amerykańsko-meksykańskiej, jednakże odmówiono mu przyjęcia do armii. Wrócił w rodzinne strony w 1849 r., wcześniej żeniąc się z Amerykanką.
Do Stanów powrócił w 1854, po czym zakupił farmę w pobliżu Wallingford. Później przeniósł się do stanu Nowy Jork.

### Wojna secesyjna
Po wybuchu konfliktu, Steinwehr utworzył 29 Regiment Nowojorski, składający się głównie z niemieckich emigrantów; dowodził nim podczas I bitwy nad Bull Run. Regiment znajdował się w rezerwach, jednakże odegrał ważną rolę podczas odwrotu sił Unii. Awansowany na generała brygady 12 października 1861, otrzymał dowództwo 2 Brygady wchodzącej w skład dywizji Louisa Blenkera, Armii Potomaku. Brygada została przemieszczona do departamentu górskiego gen. dyw. Johna Frémonta 1 kwietnia 1862, po czym walczyła w trakcie kampanii w dolinie Shenandoah przeciwko gen. dyw. Thomasowi „Stonewallowi” Jacksonowi. Oddział Steinwehra został powiększony do korpusu i przekazany pod komendę gen. dyw. Franza Sigela, również niemieckiego imigranta. Steinwehrowi przydzielono 2 Dywizję w tymże korpusie (wszedł on w skład armii Wirginii pod gen. dyw. Johnem Popem). Formacja wzięła udział w kampanii północnowirginijskiej, jednakże odegrała znikomą rolę w II bitwie nad Bull Run; później weszła w skład armii Potomaku, jednakże nie walczyła nad Antietam ani pod Fredricksburgiem.
Dowództwo nad formacją dzisiaj zwaną XI Korpusem przypadło w 1863 gen. dyw. Oliverowi Howardowi – Steinwehr dowodził dywizją pod Chancellorsville oraz Gettysburgiem. Pierwszego dnia walk pod Gettysburgiem (2 maja 1863) jego siły padły ofiarą niespodziewanego ataku flankującego Stonewalla Jacksona pod Chancellorsville oraz potężnego natarcia Drugiego Korpusu gen. br. Richarda Ewella.
W pierwszym wypadku w opór Jacksonowi stanęła brygada płk. Adolphusa Buschbecka; w drugim, kiedy korpus został zmuszony do ucieczki przez Cemetery Hill, płk Charles Coster zebrał brygadę i poświęcił się, aby umożliwić reszcie sił wycofanie się. Te dwie porażki bardzo poważnie obniżyły wartość bojową XI Korpusu i upokorzyły wielu niemieckich emigrantów. Pomimo tego Steinwehr był dobrze oceniany przez przełożonych. Po bitwie pod Chancellorsville, generał Howard pisał, iż podczas walki Steinwehr zachowywał się „chłodno, spokojnie i rozważnie”. Generał brygady Alpheus Williams, dowódca innej dywizji korpusu, opisał go jako „zadziwiająco inteligentną i sympatyczną osobę.”
We wrześniu 1863 r., dwie dywizje XI Korpusu, dowodzone przez Steinwehra oraz gen. dyw. Carla Schurza zostały przyłączone do Armii Cumberland działającej na zachodnim teatrze wojny, aby wspomóc oblężone pod Chattanoogą wojska federalne. Pod Wauhatchie – w czasie której wyróżniła się brygada płk. Orlanda Smitha – armią dowodził gen. dyw. Joseph Hooker. Brygada Buschbecka z kolei walczyła ramię w ramię z siłami gen. dyw. Williama Shermana pod Chattanoogą. Po walce XI Korpus został połączony z równie zdziesiątkowanym XII Korpusem tworząc nowy, XX Korpus Unii, który później walczył pod Shermanem w czasie kampanii w Atlancie oraz marszu Shermana. Steinwehr jednakże nie brał udziału w tych walkach. Zrezygnował z patentu 3 lipca 1865.

### Po wojnie
Po wojnie Steinwehr został zatrudniony jako geograf i kartograf. Powrócił do Connecticut, gdzie przyjął profesurę na Uniwersytecie Yale. Przeniósł się do Waszyngtonu, później do stanu Ohio i Nowy Jork, gdzie zmarł w Buffalo. Został pochowany na Albany Rural Cemetery.
Steinwehr był płodnym pisarzem – wśród tytułów przezeń napisanych można znaleźć: „Geografia szkolna: Ujęcie matematycznych, fizycznych i politycznych opisów Ziemi” (A School Geography: Embracing a Mathematical, Physical, and Political Descriptions of the Earth, wydane w 1870); był współautorem „Elementarnej Geografii” (Primary Geography – 1870) oraz „Elementarnego traltatu o geografii fizycznej (An Elementary Treatise on Physical Geography – 1873); był także edytorem The Centennial Gazetteer of the United States (1874). Jego nazwisko zostało uwiecznione w gettysburskiej Steinwehr Avenue.